# Stiven Plaza
Stiven Ricardo Plaza Castillo (ur. 11 marca 1999 w Eloy Alfaro) – ekwadorski piłkarz występujący na pozycji napastnika w rumuńskim klubie Oțelul Gałacz oraz w reprezentacji Ekwadoru.